# Resident Evil: Afterlife
Série Resident Evil
Resident Evil: Extinction
(2007) Resident Evil: Retribution
(2012)
Pour plus de détails, voir Fiche technique et Distribution.
Resident Evil: Afterlife ou Resident Evil : L'Au-delà au Québec est un film multinational réalisé par Paul W. S. Anderson et sorti en 2010.
C'est le quatrième volet de la série de films librement adaptée des jeux vidéo Resident Evil édités par Capcom.
Il s'agit du premier film de Paul W. S. Anderson qui mise sur la technologie 3D avec une campagne publicitaire basée essentiellement dessus.

## Synopsis

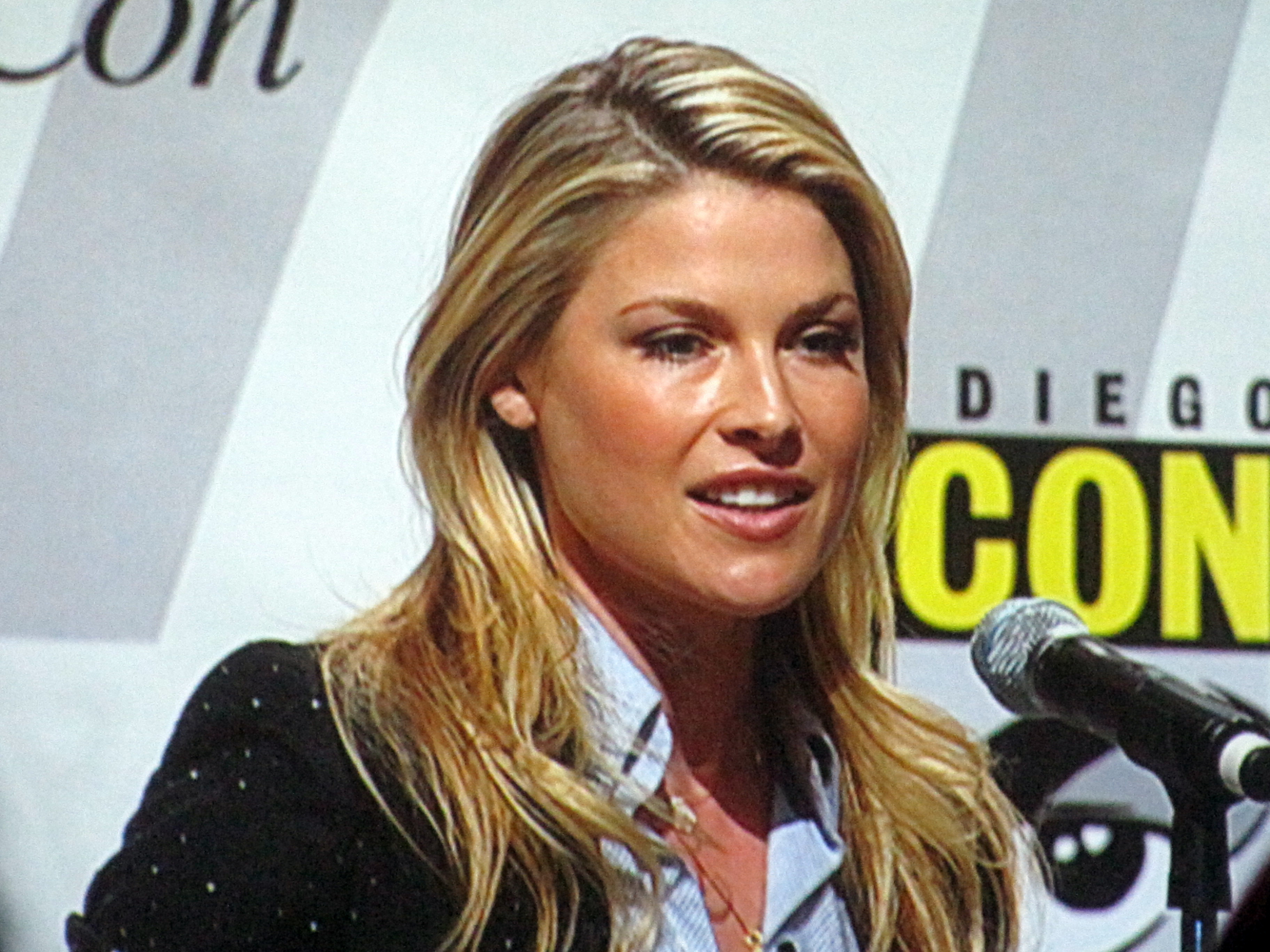
Ali Larter au WonderCon 2010

Quatre ans se sont écoulés depuis que la pandémie planétaire causée par le virus-T avait atteint Tokyo.
Douze mois après avoir délaissé ses compagnons partant pour Arcadia, Alice arrive à Tokyo pour attaquer et détruire le quartier général souterrain d'Umbrella Corporation. Elle y arrive, au prix de ses clones et s'apprête à tuer Albert Wesker dans un hélicoptère mais l'homme lui injecte un sérum détruisant tous les pouvoirs qu'elle avait acquis. L'hélicoptère s'écrase contre une montagne et Alice y survit, mais apparemment pas Wesker.
Six mois plus tard, à bord d'un avion, Alice se rend à Arcadia en Alaska, une ville où seraient allés ses amis Claire Redfield et K-mart. Il n'y a qu'une piste d'atterrissage, et nulle trace de survivants. Alice retrouve quand même Claire, mais cette dernière a perdu la mémoire. Les deux femmes se rendent en avion à Los Angeles et découvrent qu'un immeuble qui servait de prison abrite un groupe de survivants. Alice et Claire y atterrissent et font la connaissance de Luther, Bennett, Crystal, Kim Young, Angel Ortiz, Wendell et contre toute attente, le frère de Claire, Chris Redfield. Alice apprend qu'Arcadia est en fait un cargo mouillant dans l'océan à deux pas de la ville. Mais l'avion d'Alice ne contient que deux places, et elle ne pourra pas faire plusieurs atterrissages à la suite.
Alors qu'elle prend une douche au quartier sanitaire, Alice se fait attaquer et Wendell se fait tuer par des zombies. Ces derniers ont creusé des passages souterrains qui aboutissent dans la prison. La question de s'enfuir devient cruciale.
Un plan est alors mis en place tandis qu'un énorme zombie armé d'une hache commence à défoncer la porte dans la cour de la prison. Claire et Luther commencent à bloquer la porte et d'après ce qu'a dit Chris, un véhicule blindé est dans une pièce verrouillée dont s'occupe Bennett, Kim Young et Angel. Pour ce qui est de l'armement, une pièce immergée de la prison contient beaucoup d'armes. Alice, Chris et Crystal y vont en apnée mais après avoir refait surface, Crystal se fait tuer par des zombies et finalement, Alice et Chris s'enfuient par les conduits d'aération.
En constatant que le véhicule blindé ne pourra pas fonctionner, Bennett tue Angel et prévoit de s'enfuir avec l'avion d'Alice, ce qu'il fait en laissant ses compagnons. Le zombie à la hache défonce la porte de la prison et la foule de zombies s'introduit dans l'immeuble. Bloqués sur le toit, Alice, Claire, Chris, Luther et Kim Young parviennent à descendre par l'ascenseur qui les ramène directement au quartier sanitaire. Le groupe s'enfuit par les souterrains creusés par les zombies. Alors que Chris et Luther se sont faufilés, Kim Young est tué par le zombie à la hache. Alice et Claire parviennent à en venir à bout et entrent dans les cavités souterraines.
Alors qu'Alice, Claire et Chris sont sortis, Luther est attaqué par un zombie et le tunnel s'effondre, Luther est apparemment mort.
En canot pneumatique, le trio arrive sur le cargo qui est désert. Les trois amis découvrent des centaines de survivants dans des tubes dont K-mart, qui portait le même appareil qui effaçait la mémoire de Claire. S'aventurant plus profondément dans le cargo, Alice retrouve Wesker, qui avait survécu au crash en s'injectant le virus T. Bennett est parvenu lui aussi à atterrir sur le cargo et est maintenant le complice de Wesker. Un combat s'ensuit, durant lequel Alice tue des chiens zombies domestiqués qui répondent aux ordres de Wesker, Claire et Chris sont enfermés dans des tubes et finalement, Alice triomphe de Wesker avec l'aide de K-mart.
Mais Wesker n'est pas mort, il tue Bennett avant de s'enfuir en hélicoptère mais Alice avait mis une bombe dans l'hélicoptère, qui explose. Alice envoie un message radio à toute personne susceptible de l'entendre et de la rejoindre. La situation semble calmée mais soudain, le ciel est envahi d'une multitude de V-22 d'Umbrella Corporation qui vont attaquer le cargo avec les survivants.
Scène post-crédits
Jill Valentine, dont on était sans nouvelles depuis la fin de Resident Evil: Apocalypse, est contrôlée par Umbrella Corporation, et elle va commander l'assaut sur Arcadia.

## Fiche technique
Sauf indication contraire, les informations mentionnées dans cette section peuvent être confirmées par la base de données cinématographiques IMDb,  présente dans la section « Liens externes ».
- Titre original et français : Resident Evil: Afterlife
- Titre québécois : Resident Evil : L'Au-delà
- Réalisation : Paul W. S. Anderson
- Scénario : Paul W. S. Anderson, d'après la série de jeux vidéo Resident Evil de Capcom
- Musique : Tomandandy
- Direction artistique : Brandt Gordon
- Décors : Arvinder Greywal
- Costumes : Denise Cronenberg et Azalia Snail
- Photographie : Glenn MacPhreson
- Son : Andrew Stirk, Andrew Tay, Mark Zsifkovits
- Montage : Niven Howie
- Production : Paul W. S. Anderson, Don Carmody, Bernd Eichinger †, Samuel Hadida, Jeremy Bolt et Robert Kulzer

Production déléguée : Martin Moszkowicz et Victor Hadida
Production associée : Hiroyuki Kobayashi
Producteur dans les coulisses : Dave Bogosian
- Sociétés de production[2] :
  - États-Unis : Screen Gems
  - Allemagne : Constantin Film International GmbH
  - France : Davis Films[3]
  - Canada : Impact Pictures, Ontario Media Development Corporation
  - Chine : DMG Entertainment
- Sociétés de distribution : 
  - États-Unis : Screen Gems
  - Allemagne : Constantin Film Verleih, Constantin Film
  - Chine : China Film Group Corporation (CFGC)
  - Canada, Royaume-Uni, Japon : Sony Pictures Releasing
  - France : Metropolitan Filmexport
  - Suisse : Monopole-Pathé
  - Belgique : Belga Films
- Budget : 60 millions de $[4]
- Pays d'origine :  États-Unis,  Canada,  Allemagne,  France,  Royaume-Uni
- Langues originales : anglais, japonais, espagnol
- Format[5] : couleur (DeLuxe) - 35 mm / D-Cinema - 2,39:1 (Cinémascope) - son SDDS | DTS | Dolby Digital | Dolby Surround 7.1 | Dolby Atmos
- Genre : action, horreur et science-fiction
- Durée : 96 minutes
- Dates de sortie[6] :
  - États-Unis, Canada, Québec[7] : 10 septembre 2010
  - Royaume-Uni, Japon : 10 septembre 2010
  - Allemagne : 16 septembre 2010
  - France, Suisse romande : 22 septembre 2010
  - Belgique : 29 septembre 2010
  - Chine : 16 novembre 2010
- Classification[8] :
  -  États-Unis : Interdit aux moins de 17 ans (certificat #45859) (R – Restricted) [Note 1].
  -  Canada : Les personnes de moins de 18 ans doivent être accompagnées d'un adulte (18A - 18 Accompaniment).
  -  Québec : 13 ans et plus (13+ / 13 years and over).
  -  Royaume-Uni : Interdit aux moins de 15 ans (15 - Suitable only for 15 years and over)[9].
  -  Allemagne : Interdit aux moins de 16 ans (FSK 16).
  -  Chine : Pas de système.
  -  France : Interdit aux moins de 12 ans (visa d'exploitation no 127516 délivré le 22 septembre 2010)[10],[11].

## Distribution

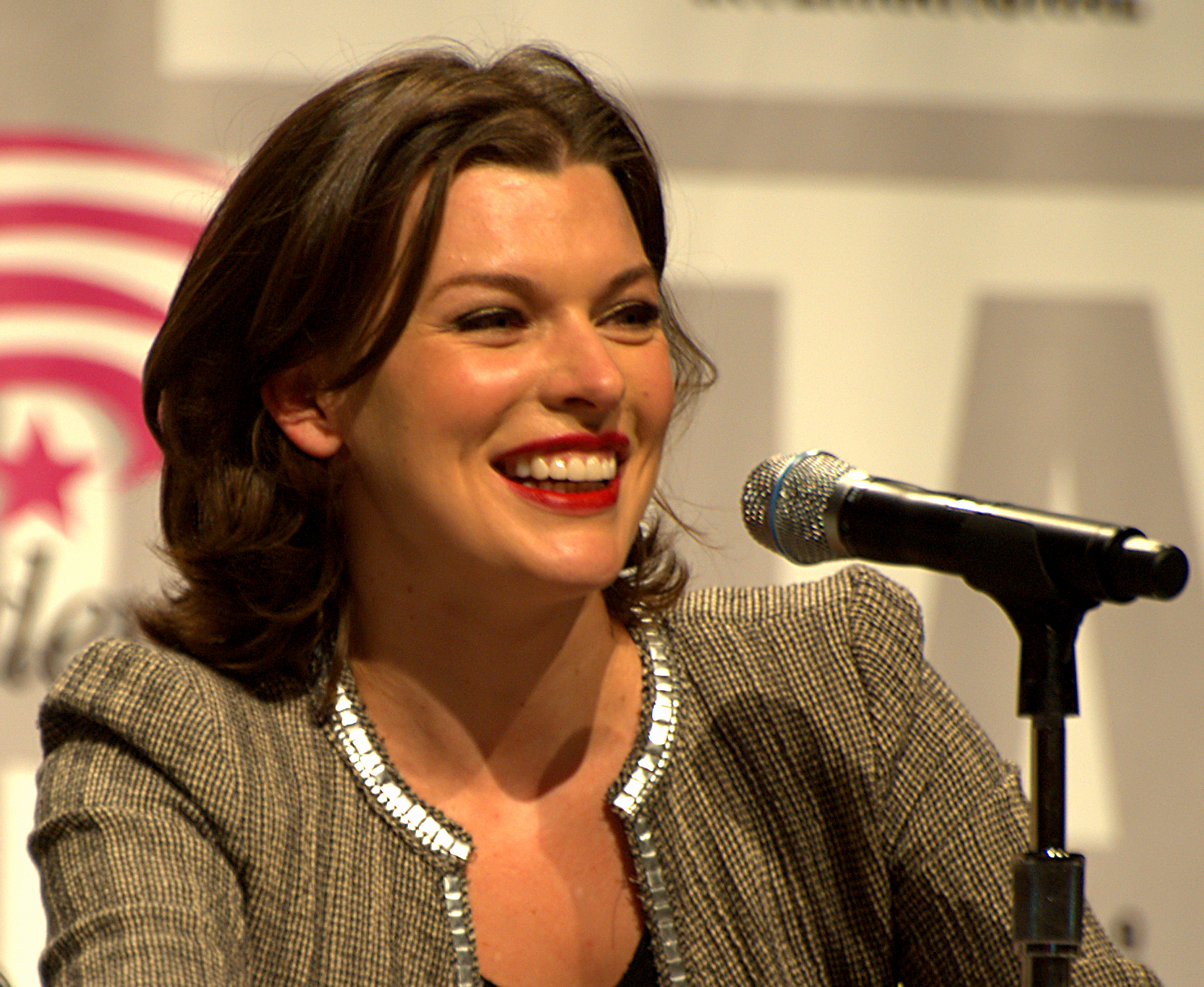
L'actrice principale Milla Jovovich pour la promotion du film au WonderCon 2010.

- Milla Jovovich (VF : Barbara Kelsch ; VQ : Élise Bertrand) : Alice Abernathy
- Ali Larter (VF : Olivia Dalric ; VQ : Lisette Dufour) : Claire Redfield
- Wentworth Miller (VF : Axel Kiener ; VQ : Tristan Harvey) : Chris Redfield
- Shawn Roberts (VF : Stéphane Pouplard ; VQ : Daniel Roy) : Albert Wesker
- Boris Kodjoe (VF : Daniel Lobé ; VQ : Frédérik Zacharek) : Luther West
- Kim Coates (VF : Gabriel Le Doze ; VQ : Frédéric Paquet) : Bennett Sinclair
- Sergio Peris-Mencheta (VF : Jean-Alain Velardo ; VQ : Jean-François Beaupré) : Angel Ortiz
- Kacey Barnfield : Crystal Waters
- Norman Yeung (en) (VF : Anatole Thibault) : Kim Young
- Spencer Locke : K-Mart
- Mika Nakashima : J-Pop Girl (le patient zéro au Japon)
- Ray Olubowale : Majini Bourreau
- Sienna Guillory (VF : Françoise Cadol) : Jill Valentine (caméo, scène post-générique)

Source et légende : Version française (VF) sur RS Doublage

## Production

### Développement
Scénariste de tous les films de la saga, Paul W. S. Anderson revient comme réalisateur de cet opus après avoir mis en scène le premier Resident Evil. Le scénario est inspiré des jeux vidéo Resident Evil 5 et Resident Evil: Code Veronica.
Le titre Afterlife devait à l'origine être utilisé pour le film précédent, finalement rebaptisé Resident Evil: Extinction.
Le scénario devait initialement inclure des séquences flashback centrées sur Claire Redfield et Chris Redfield qui essaient de se retrouver, comme dans le jeu vidéo Resident Evil 2 (1998).

### Attribution des rôles
Présent dans Resident Evil: Extinction, Jason O'Mara n'incarne plus le personnage d'Albert Wesker. Le rôle est alors Peter Facinelli, qui le trouve trop proche de son personnage de Twilight. Le personnage est finalement incarné par Shawn Roberts. Ce dernier avait auparavant auditionné pour le rôle de Chris Redfield (finalement attribué à Wentworth Miller). Johnny Messner a lui aussi auditionné pour le rôle.
Jensen Ackles devait ici incarner le personnage de Leon S. Kennedy, mais les négociations n'ont pas abouti. Le personnage sera finalement campé par Johann Urb dans les deux films suivants.

### Tournage
Le tournage débute le 28 septembre 2009 à Toronto aux Cinespace Film Studios (en) pour s'achever en décembre 2009. Le tournage a également lieu dans l'université de Toronto : la Leslie Dan Faculty of Pharmacy (en) (pour le Q.G. japonais d'Umbrella) et la Bibliothèque universitaire John P. Robarts Research Library (pour la prison de Los Angeles), à l'aéroport d’Oshawa, dans le Parc provincial Sandbanks (pour les scènes en Alaska) ou encore au Shibuya Crossing à Tokyo.

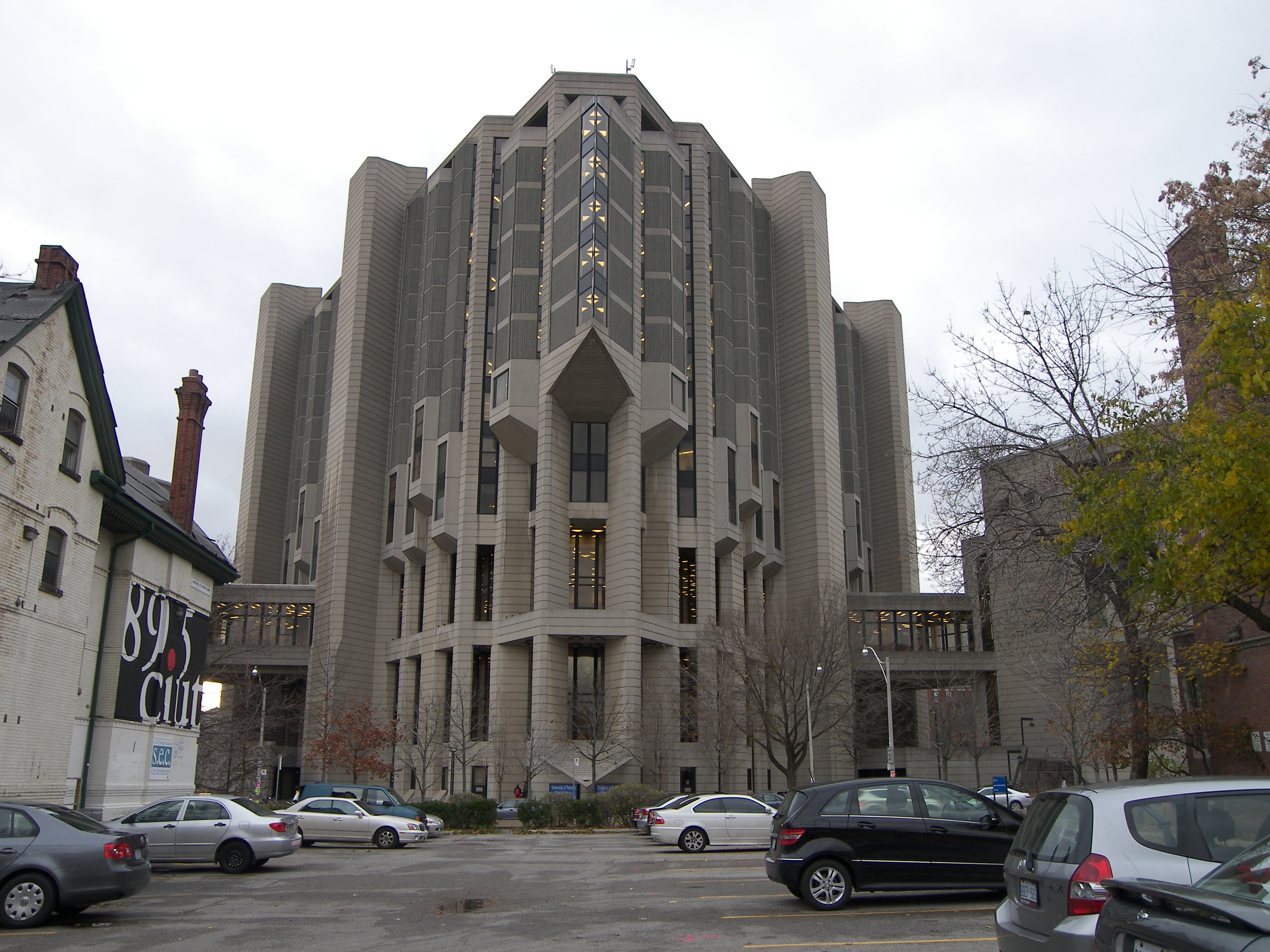
La Robarts Library sert pour la prison de Los Angeles
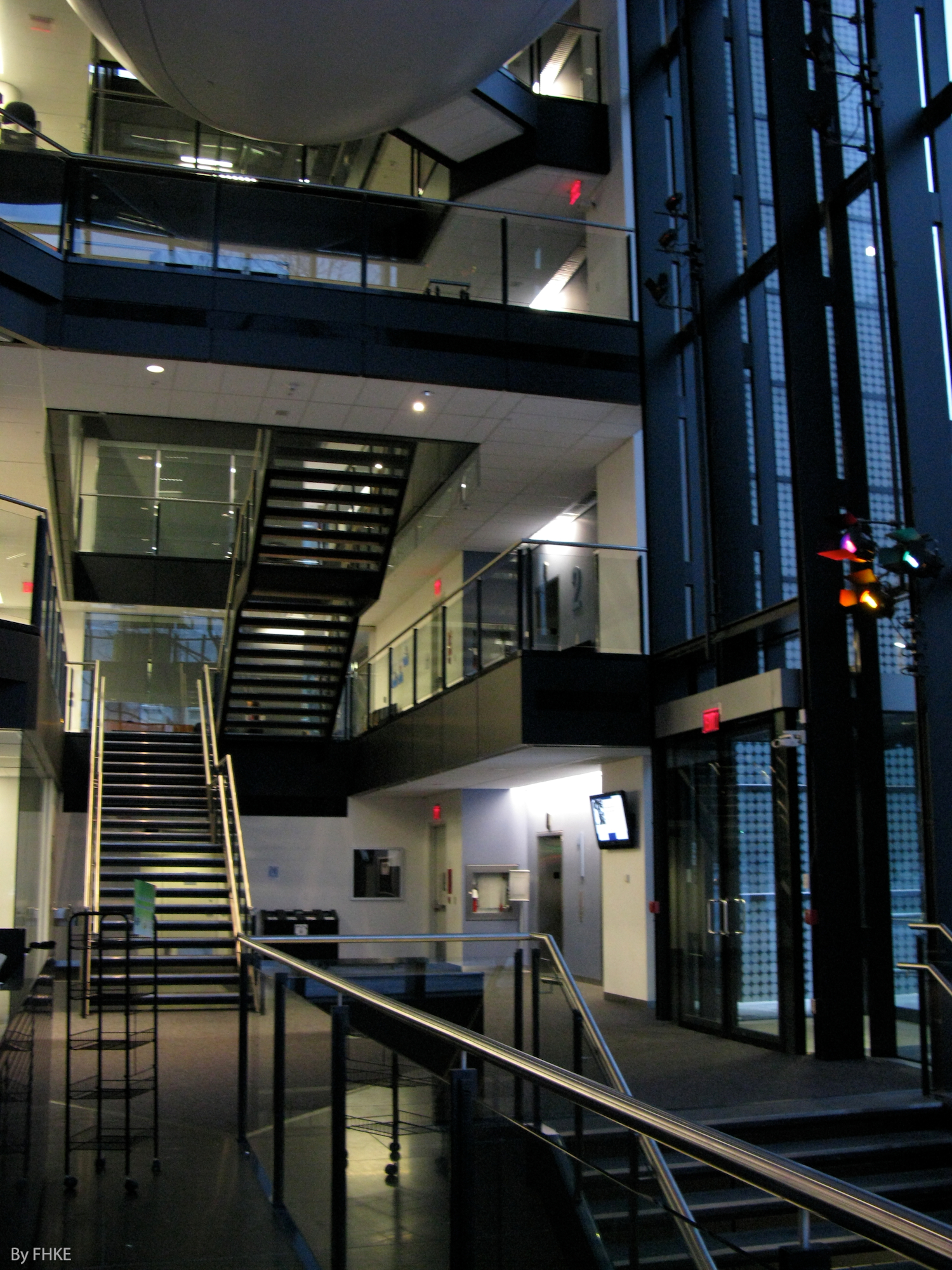
La Leslie Dan Faculty of Pharmacy
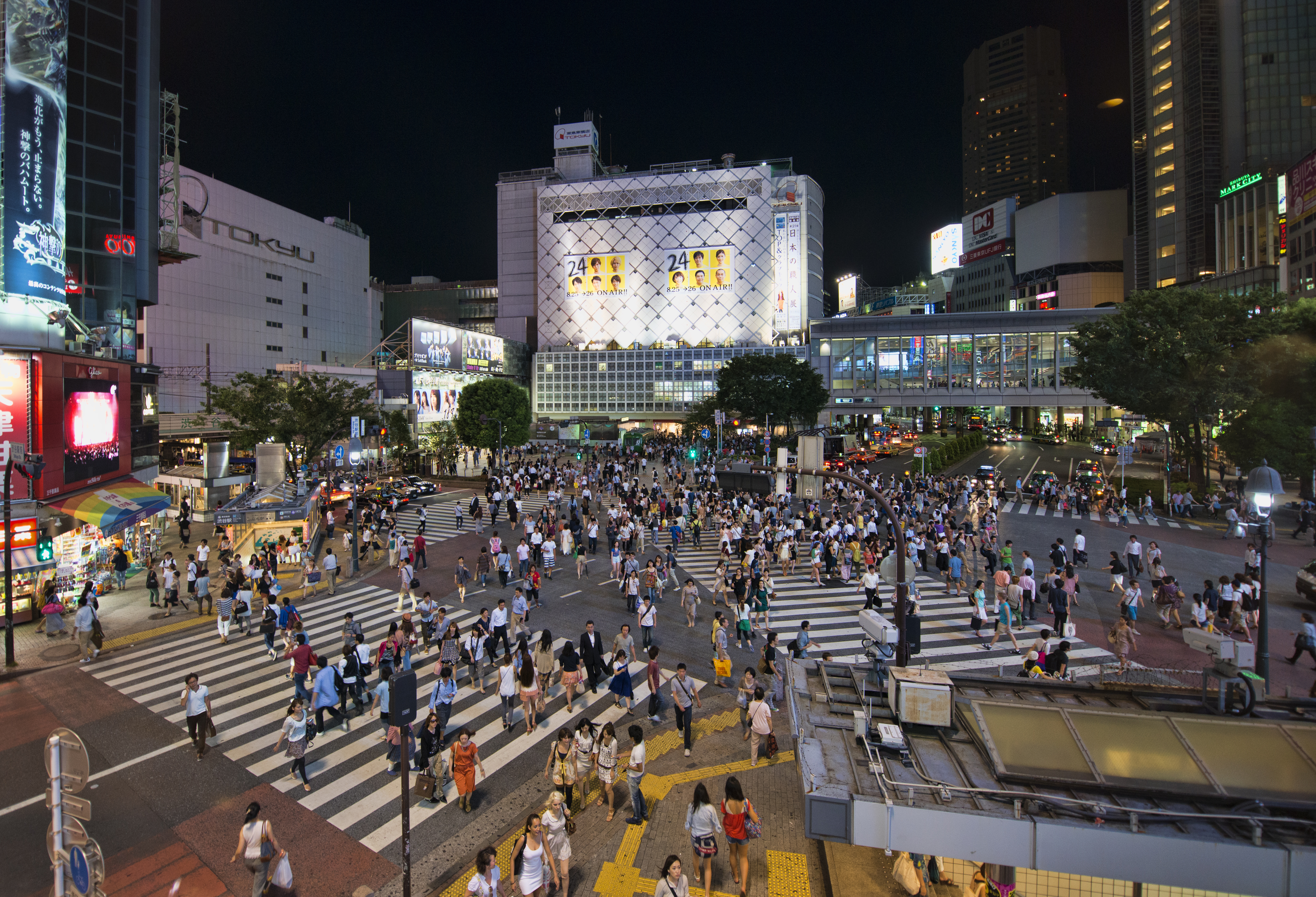
Shibuya Crossing

Le film est tourné en Digital 3D. C'est en voyant des images de Avatar de James Cameron que Paul W. S. Anderson souhaite utiliser ce procédé. Le film reprend le Fusion Camera System développé par James Cameron, notamment la caméra Sony F35. Paul W. S. Anderderson déclare à ce propos « Je voulais immerger le public dans l'action, lui raconter une bonne histoire tout en le plaçant au cœur d'une expérience visuelle ». Pour certains plans, les cadreurs sont perchés sur des Segway. Durant le tournage, Milla Jovovich casse accidentellement une caméra d'une valeur de 100 000 $,.

## Bande originale
Bandes originales de Resident Evil
Resident Evil: Extinction
(2007) Resident Evil: Retribution
(2012)
La musique du film est composée par le duo Tomandandy.
| Liste des titres | Liste des titres    | Liste des titres | Liste des titres | Liste des titres | Liste des titres | Liste des titres | Liste des titres | Liste des titres | Liste des titres |
| No               | Titre               | Durée            |                  |                  |                  |                  |                  |                  |                  |
| ---------------- | ------------------- | ---------------- | ---------------- | ---------------- | ---------------- | ---------------- | ---------------- | ---------------- | ---------------- |
| 1.               | Tokyo               | 4:32             |                  |                  |                  |                  |                  |                  |                  |
| 2.               | Umbrella            | 1:20             |                  |                  |                  |                  |                  |                  |                  |
| 3.               | Damage              | 1:02             |                  |                  |                  |                  |                  |                  |                  |
| 4.               | Cutting             | 1:12             |                  |                  |                  |                  |                  |                  |                  |
| 5.               | Twins               | 1:47             |                  |                  |                  |                  |                  |                  |                  |
| 6.               | Exit                | 0:47             |                  |                  |                  |                  |                  |                  |                  |
| 7.               | Far                 | 1:07             |                  |                  |                  |                  |                  |                  |                  |
| 8.               | Flying              | 1:58             |                  |                  |                  |                  |                  |                  |                  |
| 9.               | Memory              | 3:17             |                  |                  |                  |                  |                  |                  |                  |
| 10.              | Los Angeles         | 2:09             |                  |                  |                  |                  |                  |                  |                  |
| 11.              | Binoculars          | 2:53             |                  |                  |                  |                  |                  |                  |                  |
| 12.              | Prison              | 1:58             |                  |                  |                  |                  |                  |                  |                  |
| 13.              | Discovery           | 1:10             |                  |                  |                  |                  |                  |                  |                  |
| 14.              | Hatchet             | 1:23             |                  |                  |                  |                  |                  |                  |                  |
| 15.              | AxeMan              | 3:07             |                  |                  |                  |                  |                  |                  |                  |
| 16.              | Arcadia             | 4:21             |                  |                  |                  |                  |                  |                  |                  |
| 17.              | Up                  | 1:39             |                  |                  |                  |                  |                  |                  |                  |
| 18.              | Party               | 0:54             |                  |                  |                  |                  |                  |                  |                  |
| 19.              | Promise             | 2:12             |                  |                  |                  |                  |                  |                  |                  |
| 20.              | Resident Evil Suite | 4:33             |                  |                  |                  |                  |                  |                  |                  |
| 43:21            |                     |                  |                  |                  |                  |                  |                  |                  |                  |

| 21. | Rooftop                    | 1:58 |
| 22. | Tokyo (CruciA Remix)       | 3:12 |
| 23. | Tokyo (Phil Jelley Remix)  | 3:17 |
| 24. | AxeMan (Hani Remix)        | 3:12 |
| 25. | AxeMan (Poll A Rock Remix) | 4:31 |

## Accueil

### Critique
Le film reçoit des critiques négatives. Sur l'agrégateur américain Rotten Tomatoes, il récolte 21% d'opinions favorables pour 108 critiques et une note moyenne de 4,10⁄10. Sur Metacritic, il obtient une note moyenne de 37⁄100 pour 14 critiques.
En France, le film obtient une note moyenne de 1,3⁄5 sur le site Allociné, qui recense 6 titres de presse.

### Box-office
Resident Evil: Afterlife est le meilleur film de la saga au box-office nord-américain avec plus de 60 millions de dollars, bien loin devant le second film, Resident Evil: Apocalypse, et des 51 millions. Par ailleurs, le film est le second film le plus couteux de la franchise, notamment en raison de son tournage en 3D,.
| Pays ou région    | Box-office      | Date d'arrêt du box-office | Nombre de semaines |
| ----------------- | --------------- | -------------------------- | ------------------ |
| États-Unis Canada | 60 128 566 $    | 4 novembre 2010            | 8                  |
| France            | 911 560 entrées |                            |                    |
| Total mondial     | 300 228 084 $   | -                          | -                  |

## Distinctions
En 2011, Resident Evil: Afterlife a été sélectionné 10 fois dans diverses catégories et a remporté 2 récompenses.

### Récompenses
- Prix Génie 2011 : Prix Bobines d'or décerné à Don Carmody, Jeremy Bolt, Robert Kulzer et Alliance.
- Prix Scream 2011 : Prix Scream de la Meilleure actrice de science-fiction décerné à Milla Jovovich.

### Nominations
- Guilde canadienne des réalisateurs 2011 :
  - Meilleure direction artistique dans un long métrage pour Arvinder Greywal,
  - Meilleur montage sonore dans un long métrage pour Stephen Barden, Jill Purdy, Kevin Banks, Alex Bullick, Rose Gregoris et Tyler Whitham.
- Prix du public 2011 : Film d'horreur préféré.
- Prix Génie 2011 :
  - Meilleur montage son pour Stephen Barden, Steve Baine, Kevin Banks, Alex Bullick et Jill Purdy,
  - Meilleure direction artistique pour Arvinder Greywal,
  - Meilleurs costumes pour Denise Cronenberg,
  - Meilleur maquillage pour Paul Jones, Leslie Ann Sebert, Christina Smith et Vincent Sullivan,
  - Meilleur son pour Mark Zsifkovits, Andrew Tay, John J. Thomson et Andrew Stirk.